# Namibischer Reisepass

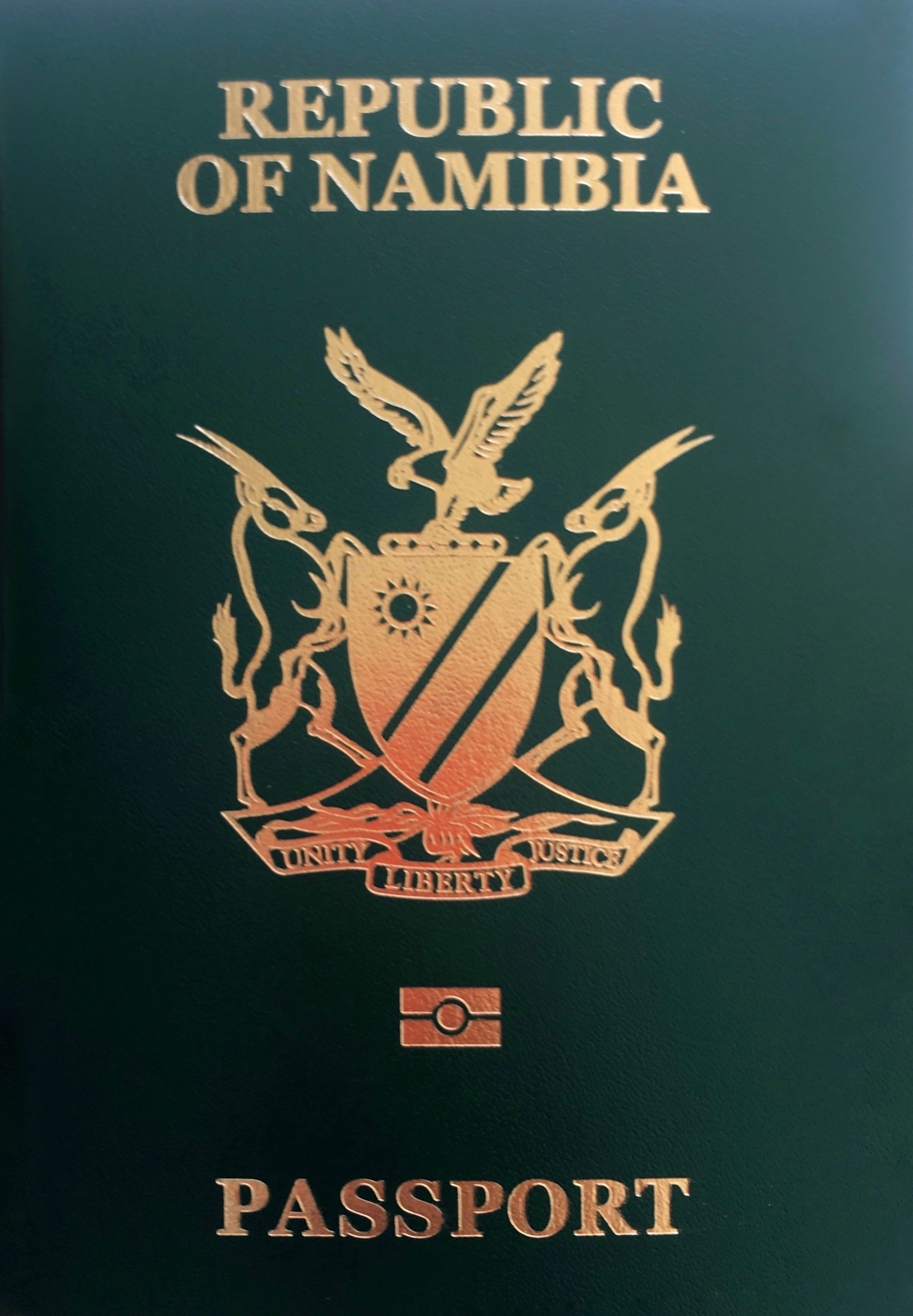
Namibischer Reisepass (Vorderansicht seit 2018)

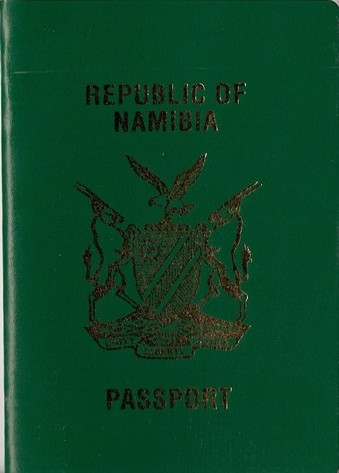
Namibischer Reisepass (Vorderansicht vor 2017)

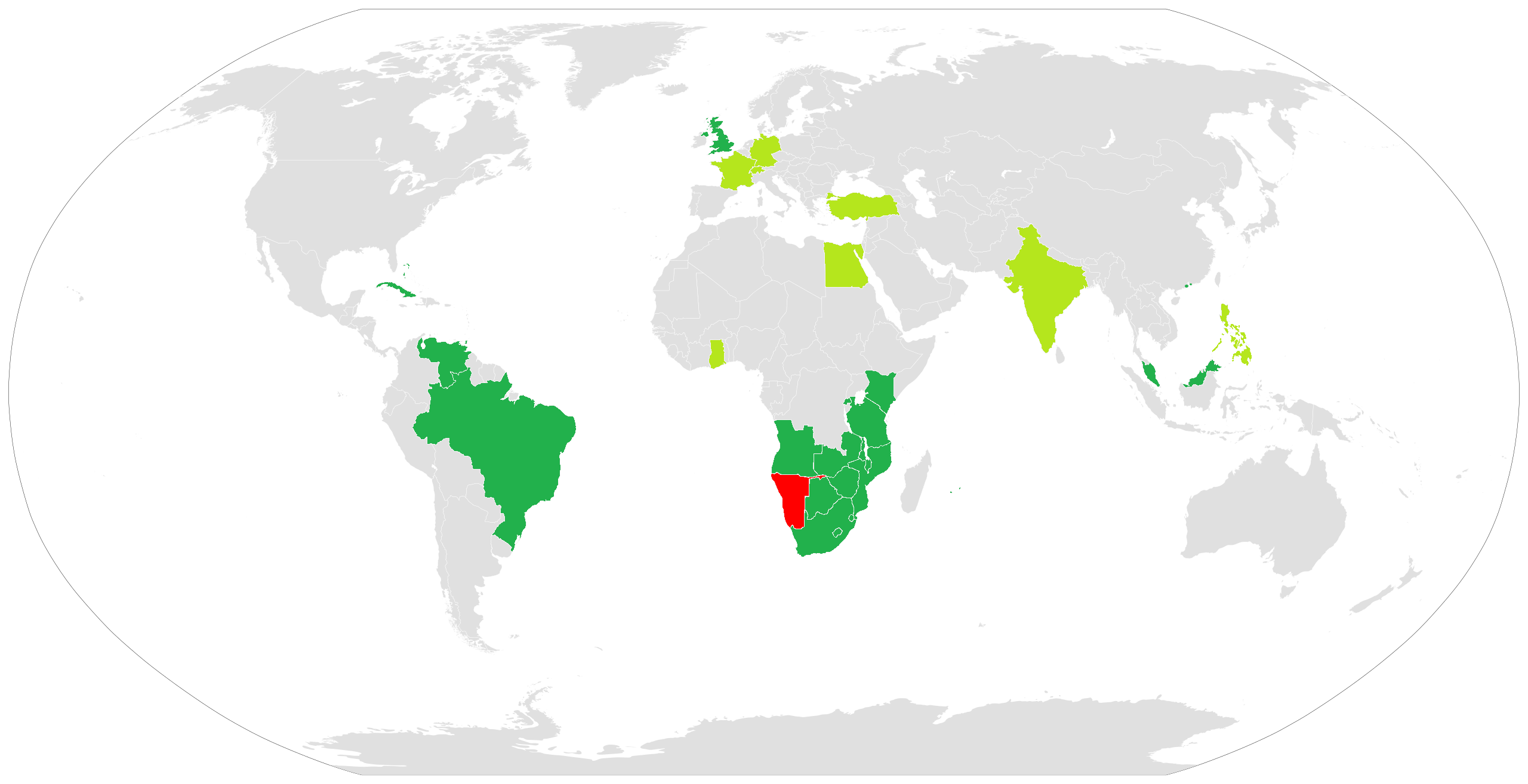
Visaanforderungen für namibische Passinhaber

Der Namibische Reisepass (englisch Namibian Passport) ist der amtliche Lichtbildausweis für namibische Staatsangehörige für Auslandsreisen. Dieser wird vom namibischen Innenministerium an alle Staatsangehörige Namibias ausgestellt. Der Reisepass ist das einzige Ausweisdokument, das die Staatsangehörigkeit bestätigt.
Der Reisepass entspricht seit 2018 den internationalen Vorgaben an Biometrik. Die Identitätskarte befand sich seit 1990, im Gegensatz zu den Reisepässen der meisten anderen Staaten, am Ende des Dokumentes, seit Ausgabe 2017 hingegen am Anfang. Seit 2017 haben Reisepässe zudem stets 48 Seiten und sind zehn Jahre gültig.

## Erscheinungsbild des normalen Reisepasses
Der Umschlag des Reisepasses ist grün. In der Mitte ist das Staatswappen abgebildet. Unter dem Wappen befindet sich die Aufschrift „Passport“ in englischer Sprache. Oben steht der offizielle Landesname „Republic of Namibia“.

### Persönliche Seite
(von links nach rechts)
- Foto des Inhabers
- Art des Reisepasses (P für normalen Reisepass)
- Länderkürzel (NAM)
- Reisepassnummer (mit vorgestellter Art-Bezeichnung, z. B. P)
- Vor- und Nachname, Geburtsname
- Staatsangehörigkeit
- Geburtsdatum
- Geschlecht
- Geburtsort
- Datum der Ausstellung
- Ablaufdatum
- Ausstellende Behörde
- Unterschrift des Passinhabers
- Maschinenlesbarer Bereich

## Weitere Reisepässe
Namibia gibt Diplomaten- und Dienstreisepässe in blau bzw. rot aus.

## Grenzpass
Anfang 2020 wurde mit Botswana für Bewohner der namibischen Insel Impalila und der Kasika-Dörfer die Nutzung eines Grenzpasses vereinbart. Der ersetzt einen normalen Reisepass für die dortigen Einwohner. Hintergrund ist, dass diese nur über Botswana (Kasane) nach Namibia reisen können.